# Diazepine
Die Diazepine (Hantzsch-Widman-Patterson-Nomenklatur, auch Diazacycloheptatrien) bilden eine Stoffgruppe von heterozyklischen Verbindungen. Die Struktur besteht aus einem Siebenring mit drei Doppelbindungen und zwei Stickstoffatomen im Ring. Durch deren unterschiedliche Anordnung ergeben sich drei Konstitutionsisomere. Bekannt sind vor allem die benzanellierten Derivate (Benzodiazepine) und die hydrierten Derivate (Diazepane) als Arzneistoffe, beispielsweise Bunazosin oder Suvorexant. Die freien Diazepine konnten bisher nicht synthetisiert werden; es sind hypothetische Verbindungen. Teilweise sind alkylierte Derivate wie z. B. das 3,5,7-Trimethyl-3H-1,2-diazepin bekannt.
| keine Einstufung verfügbar |

| keine Einstufung verfügbar |

| keine Einstufung verfügbar |

## Eigenschaften
Bei den Diazepinen handelt es sich nach der Hückel-Regel um Antiaromaten.